# Andrena mesoleuca
Andrena mesoleuca là một loài Hymenoptera trong họ Andrenidae. Loài này được Cockerell mô tả khoa học năm 1924.